# Галерея суда
«Галерея суда» или «Галерея Дворца правосудия» (фр. La Galerie du Palais) — пьеса в стихах французского драматурга Пьера Корнеля, впервые поставленная на сцене в 1632 году и опубликованная в 1637 году. Считается одной из пяти ранних пьес Корнеля, «занимающих промежуточное положение между трагикомедией и комедией нравов». Драматург здесь отказывается от использования характерных для французской драматургии традиций средневекового фарса и итальянской комедии дель арте, показывает умение выстраивать живые и занимательные диалоги. Действие происходит в парижском светском обществе и ограничивается любовными интригами.
«Галерею суда» исследователи относят к одной из наиболее интересных пьес Корнеля этого периода (наряду с «Королевской площадью»): драматург здесь пытается показать реальную жизнь, кипевшую на парижских улицах и в торговых заведениях.